# کینگز ولی (اورگن)

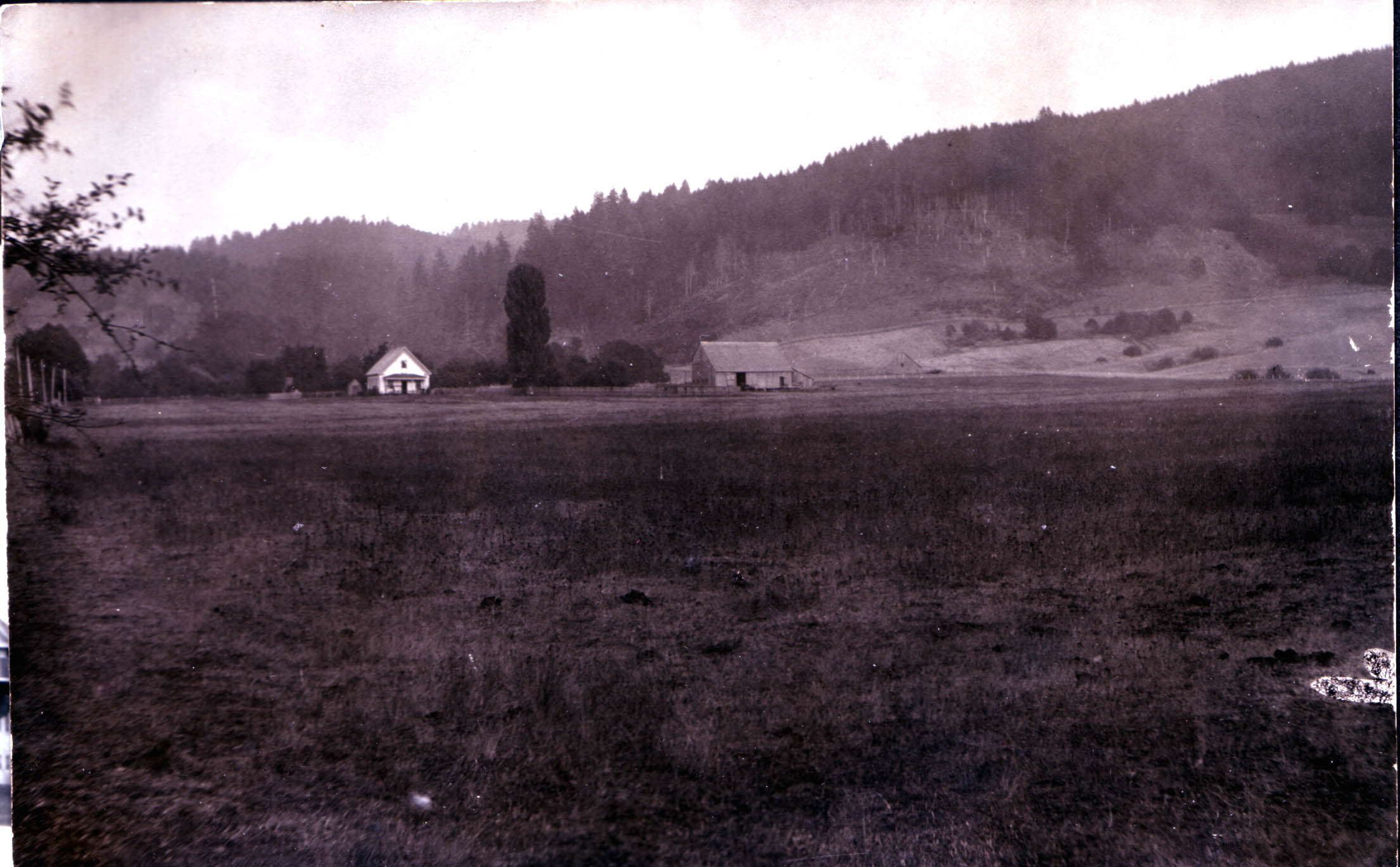
مزرعه ایساک کینگز در کینگز ولی

کینگز ولی، اورگن (انگلیسی: Kings Valley, Oregon) کینگز ولی مکانی است که به لحاظ قانونی ثبت نشده و محل برگزاری سرشماری در شهرستان بنتون، اورگن، ایالات متحده است. کینگز ولی در کنار رودخانه لوکیامیوت و در مسیر شاهراه اتوبان ۲۲۳ اورگن واقع شده‌است. از سرشماری سال ۲۰۱۰ جمعیت آن ۶۵ نفربود.